# Думень (Молдова)
Думень (рум. Dumeni) — село в Ришканському районі Молдови. Входить до складу комуни, адміністративним центром якої є село Дуруйтоаря-Ноуе.